# Bom Jesus do Tocantins (Tocantins)
Bom Jesus do Tocantins es un municipio brasileño del estado del Tocantins.

## Localización
Se localiza a una latitud 08º57'54" sur y a una longitud 48º09'59" oeste, estando a una altitud de 204 metros.

## Datos básicos
- Su población estimada en 2004 era de 2.251 habitantes.
- Su término municipal tiene una extensión de 1.338,2 km².